# Parc d'État de Rockport
Le parc d'État de Rockport (en anglais : Rockport State Park), est un parc d'État américain situé dans l'Utah. L'attraction principale du lieu est le réservoir éponyme.

## Géographie
Le parc est situé est à 72 km à l'est de Salt Lake City, entre Rockport (9,7 km au nord) et Wanship (3 km au sud).
Le lac artificiel couvre plus de 2 km². Ses dimensions sont de 5 km de long sur 800 mètres de large.

## Histoire
L'endroit est colonisé depuis 1860. Il tient son nom du fort en pierre construit pour protéger les colons contre les révoltes indiennes.
Environ 200 personnes y vivaient jusqu'en 1957, quand la décision de construire le barrage Wanship sur la rivière Weber fut prise.
Le parc a été créé en 1966.
Aujourd'hui le fort est recouvert par le lac Rockport.

## Faune et flore
On peut observer dans le parc des genévriers, des peupliers des saules.
De nombreux oiseaux sont présents dans le parc : des aigles royaux, des aigrettes neigeuses (printemps et automne), des bécasseaux minuscules (printemps et automne), des bécassines, des bruants à couronne blanche, des busards Saint-Martin, des buses de Swainson, des canards pilet (printemps et automne), des canards chipeau (printemps et automne), des chardonnerets jaunes, des cincles d'Amérique (hiver), des colibris à queue large, des engoulevents d'Amérique, des éperviers bruns, des geais buissonniers, des goélands de Californie (printemps et automne), des grèbes à cou noir (printemps et automne), des harles bièvres, des hiboux des marais, des hirondelles à ailes hérissées, des hirondelles à face blanche, des hirondelles à front blanc, des hirondelles bicolores, des hirondelles de rivage, des hirondelles rustiques, des jaseurs d'Amérique (printemps et automne), des martins-pêcheurs d'Amérique, des melospizas, des merlebleus azurés, des moqueurs chats, des orioles à ailes blanches, des parulines jaune, des parulines à croupion jaune, des pies à bec noir d'Amérique, des pics de Lewis, des pics mineurs, des pies-grièches grises (hiver), des plongeons huard (printemps et automne), des pygargues à tête blanche (printemps et automne), des roselins de Cassin, des sarcelles d'hiver, des sternes de Forster, des Tétras des armoises et des urubus à tête rouge.
En novembre, les cygnes siffleurs traversent le parc pendant leur migration.

## Informations touristiques
L'accès se fait en suivant l'Utah State Route 32.
Les droits d'entrée sont de 7$ pour une voiture et 8$ pour une nuit dans l'un des campings.
Les activités possibles sont la baignade, la pêche, la plaisance et le ski nautique.
L'affluence en 2005 était de 172 783 visiteurs.